# Juan 17

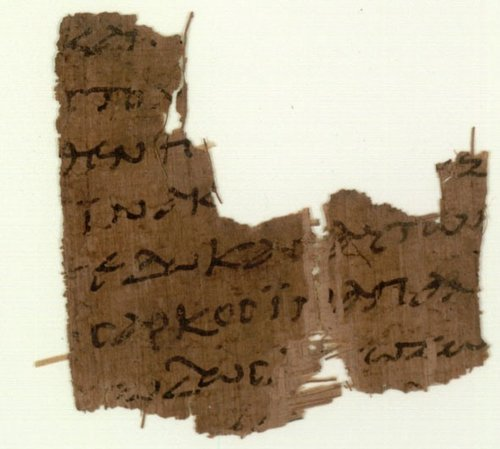
Juan 17:1-2 en Papiro 107, escrito en el siglo III.

Juan 17 es el decimoséptimo capítulo del Evangelio de Juan del Nuevo Testamento de la Biblia cristiana. Relata una oración de Jesucristo dirigida a su Padre, situada en el contexto inmediatamente anterior a su traición y crucifixión, acontecimientos a los que el evangelio se refiere a menudo como su glorificación. El escritor luterano David Chytraeus tituló las palabras de Jesús «la oración del sumo sacerdote».  El teólogo metodista Joseph Benson llama a esta oración «Oración de intercesión de Nuestro Señor», porque «se considera como un modelo de la intercesión que ahora hace en el cielo por su pueblo». La Nueva Biblia del rey Jacobo divide este capítulo en tres secciones:
- Juan 17:1-5: Jesús ora por sí mismo
- Juan 17:6-19: Jesús ora por sus discípulos
- Juan 17:20-26: Jesús ora por todos los creyentes.[4]

El libro que contiene este capítulo es anónimo, pero la tradición cristiana primitiva afirmó uniformemente que Juan compuso este Evangelio.

## Texto

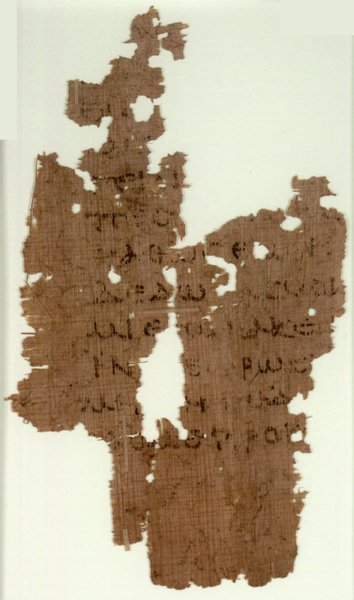
on Papiro 108 (2nd/3rd century)

El texto original estaba escrito en griego koiné. Este capítulo está dividido en 26 Versículos.

### Testigos textuales
Algunos manuscritos antiguos que contienen el texto de este capítulo son: 
- Papiro 108 (siglos II/III; existen los Versículos 23-24)
- Papiro 66 (~200; completo)
- Papiro 107 (siglo III; existen los versículos 1-2,11)
- Códice Vaticano (325-350)
- Codex Sinaiticus (330-360)
- Codex Bezae (~400)
- Codex Alexandrinus (400-440)
- Codex Ephraemi Rescriptus (~450; completo)
- Papiro 84 (siglo VI; existen los Versículos 3, 7-8)
- Papiro 60 (~700; completo).
- Papiro 59 (siglo VII; existen los versículos 24-26).